# 黒いチャンネル

黒いチャンネルのロゴ

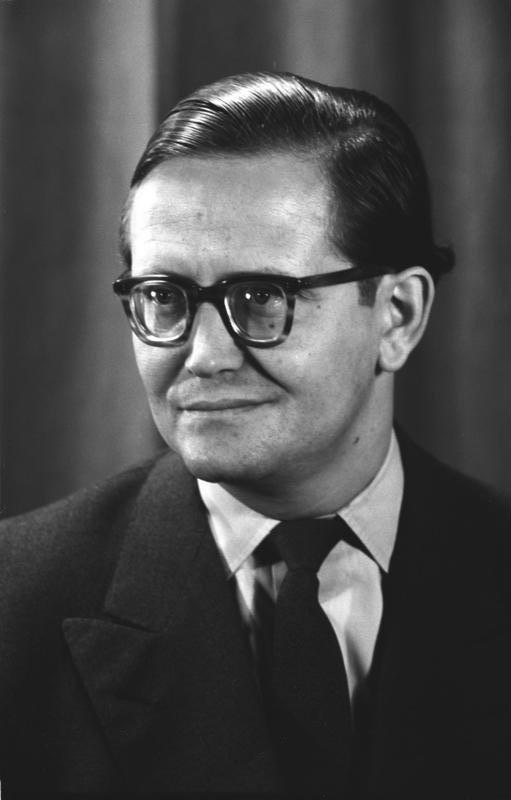
司会のシュニッツラー（1956年）

『黒いチャンネル』（独: Der schwarze Kanal）は、ドイツ民主共和国（東ドイツ）の国営放送だったドイツテレビジョン放送（DFF）が制作していた、ドイツ連邦共和国（西ドイツ）のテレビ報道を風刺したプロパガンダ報道番組である。1960年から1989年まで放送。
同番組は、東ドイツのジャーナリストであったカール＝エドゥアルト・フォン・シュニッツラー（1915年4月25日-2001年9月20日）が司会を担当し、当時の西ドイツにあったARD（西ドイツ公共放送連盟）・ZDF（西ドイツ第2公共テレビ）（これらは統一後も東ドイツの放送局を吸収し現存）で放送されていた、西ドイツなどいわゆる西側諸国についての世相を報道した内容について、シュニッツラーが徹底的に批判・誹謗中傷を加えて解説を行っていた。東ドイツ国民の多くがスピルオーバーしていたこれら西ドイツのテレビ番組を見ていたため、それに対抗する意味合いがあった。帯ニュース番組の『アクトゥエレ・カメラ』と並ぶ東ドイツの代表的なプロパガンダ番組として知られていた。
1989年の東欧民主化の波により、ライプツィヒでのシュニッツラー解任を要求する当時の旧東ドイツ市民によるデモ行進を受けてこの番組は打ち切られた。この直後、ベルリンの壁崩壊が起こった。